# 1434년

## 연호
- 명(明) 선덕(宣德) 9년
- 일본(日本) 에이쿄(永享) 6년
- 후 레 왕조(後黎朝) 티에우빈(紹平) 원년

## 기년
- 명(明) 선종 선덕제(宣宗 宣德帝) 9년
- 조선(朝鮮) 세종(世宗) 16년
- 후 레 왕조(後黎朝) 태종(太宗) 원년

## 사건
- 장영실이 세계 최초의 자동 물시계인 자격루를 제작했다.
- 8월 5일 - 조선에서 자격루 가동을 시작하였다.
- 11월 2일 - 장영실, 이천, 김조가 앙부일구를 제작했다.

## 사망
- 정화 - 중국 명나라 영락제시대의 환관. 대원정을 주도한 인물.